# Bucculatrix brunnescens
Bucculatrix brunnescens är en fjärilsart som beskrevs av Braun 1963. Bucculatrix brunnescens ingår i släktet Bucculatrix och familjen kronmalar. Inga underarter finns listade i Catalogue of Life.